# Krielaardappel

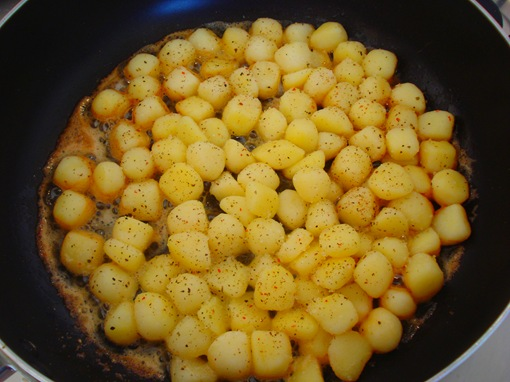
'Kriel' gemaakt uit grote aardappels

Krielaardappelen of krieltjes zijn consumptieaardappelen met een grootte van 23 tot 30 mm. Krielaardappelen worden meestal met de schil gebakken of gekookt. Ook zijn er vers geschrapte krieltjes te koop. Voorbewerkte krielaardappeltjes uit de supermarkt zijn vaak uit grote aardappelen gesneden, dat is wettelijk toegestaan.
Er zijn ook aardappelbolletjes of aardappelballetjes, die worden gemaakt uit aardappelpoeder.